# Guido Boni (cyclisme)
Pour les articles homonymes, voir Guido Boni et Boni.
Guido Boni (né le 4 novembre 1933 à Vicchio dans la province de Florence dans le Mugello en Toscane - mort le 18 juin 2014) est un coureur cycliste italien, professionnel de 1954 à 1963. Son plus grand fait d'armes est d'avoir remporté une étape du Tour d'Italie en 1958.

## Palmarès

### Palmarès amateur
- 1952
  - 2e de Florence-Viareggio
- 1954
  - Coppa Memo Poli
  - Coppa Giulio Bartali
  - Gran Coppa Vallestrona

### Palmarès professionnel
- 1956
  - Trofeo UVI
  - 2e étape du Tour de Suisse
  - 3e du Tour de Vénétie
  - 3e du Tour du Latium
- 1957
  - 2e du Tour de Romagne
  - 3e de Sassari-Cagliari
- 1958
  - 7e étape du Tour d'Italie
- 1959
  - 3e du Tour de Toscane

## Résultats sur les grands tours

### Tour d'Italie
- 1955 : 19e
- 1956 : abandon
- 1957 : 19e
- 1958 : 24e, vainqueur de la 7e étape
- 1959 : 22e
- 1960 : 48e
- 1961 : 51e
- 1962 : abandon (14e étape)

### Tour de France
- 1961 : abandon (14e étape)
- 1962 : 48e

### Tour d'Espagne
- 1957 : 11e
- 1958 : 17e